# Ральф Брудель
Ральф Брудель (нім. Ralf Brudel, 6 лютого 1963) — німецький академічний веслувальник.
Олімпійський чемпіон 1988 року в складі розпашної четвірки без стернового, срібний призер 1992 року в складі розпашної четвірки зі стерновим.
Чемпіон світу 1989 року в складі розпашної четвірки без стернового, срібний призер 1982 року в складі вісімки, бронзовий призер 1990 року в складі розпашної четвірки без стернового.